# Ngozi Onwumere
Ngozi Whitney Onwumere (Mesquite, 23 gennaio 1992) è una velocista e bobbista nigeriana.

## Biografia
Nata e crescouta in Texas, negli Stati Uniti d'America, Ngozi Onwumere ha studiato all'Università di Houston dal 2010 al 2014.

### Carriera nell'atletica leggera
Ha maturato la sua prima esperienza agli IAAF World Relays 2015 a Nassau, dove è stata eliminata con la staffetta nigeriana 4x400 metri con un tempo di 3:32.16 minuti. Ha poi preso parte agli XI Giochi panafricani di Brazzaville 2015, dove ha vinto la medaglia d'argento nei 200 metri in 23.24 secondi dietro l'ivoriana Marie-Josée Ta Lou; ha vinto anche la staffetta 4x100 metri insieme a Cecilia Francis, Blessing Okagbare e Lawretta Ozoh in 43.10 secondi. Nel maggio 2016 ha gareggiato nella sua ultima competizione ufficiale di atletica leggera alle Isole Cayman.

### Carriera sportiva nel bob
Ha fatto parte della nazionale di bob della Nigeria e con le compagne di squadra Seun Adigun e Akuoma Omeoga si è qualificata per i Giochi olimpici invernali di Pyeongchang 2018, dove si è classificata al 19º e ultimo posto della gara di bob a due femminile..
Ha sfilato come alfiere del suo Paese alla cerimonia d'apertura.

## Palmarès

### Atletica leggera
| Anno | Manifestazione     | Sede        | Evento      | Risultato | Prestazione | Note |
| ---- | ------------------ | ----------- | ----------- | --------- | ----------- | ---- |
| 2015 | Giochi panafricani | Brazzaville | 200 m piani | Argento   | 23"24       |      |
| 2015 | Giochi panafricani | Brazzaville | 4×100 m     | Oro       | 43"10       |      |